# Hanami
Hanami (花見｜?  lit. "privitul florilor") este obiceiul tradițional japonez de a privi florile ume ( Prunus mume, cais japonez) sau sakura (Prunus x yedoensis etc., cireș japonez). Poate însemna simplul privit al florilor sau un picnic sub cireșii înfloriți.

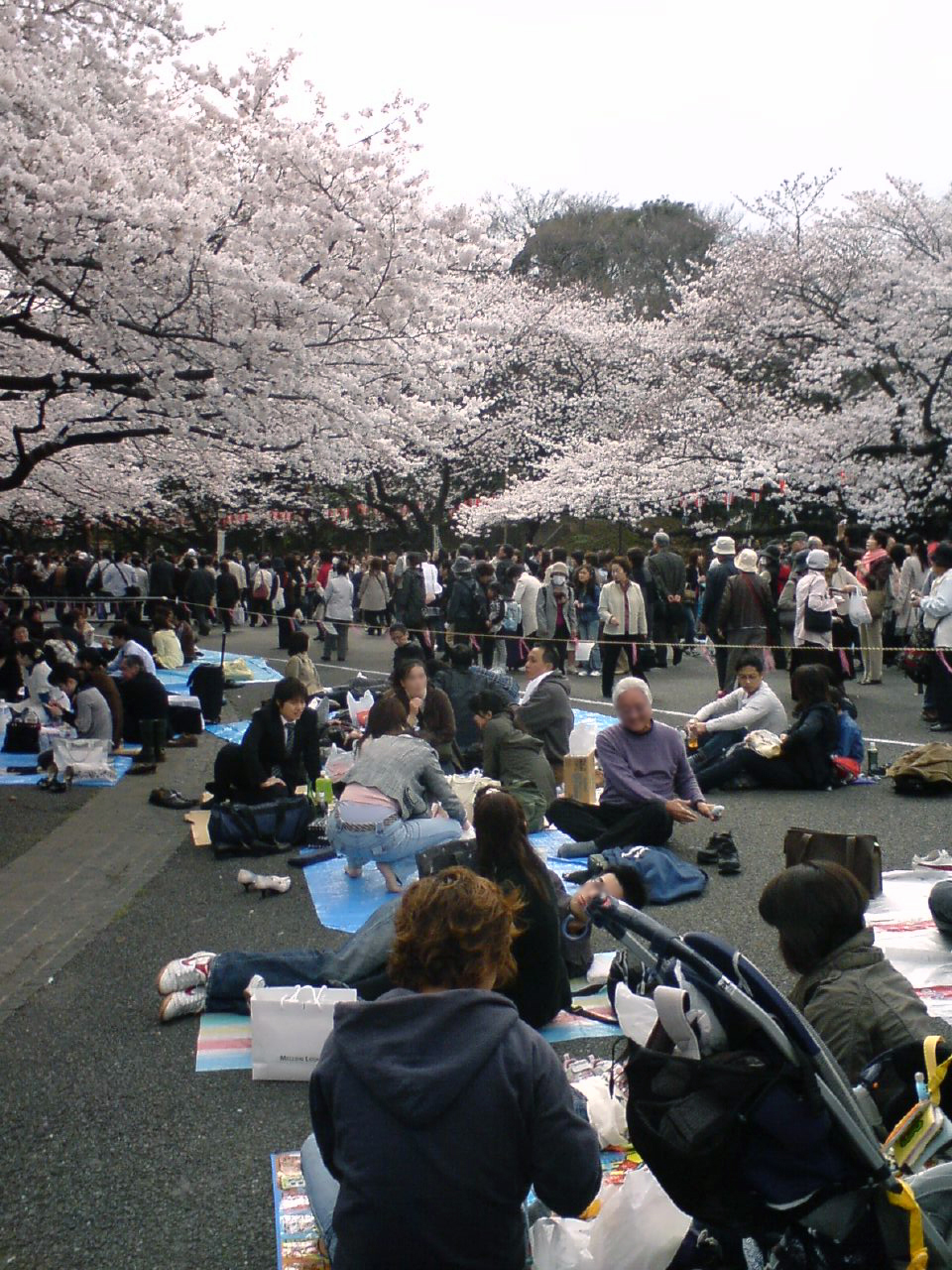
Hanami în Parcul Ueno, Tokio

Perioada ideală este, depinzând de regiune, de la sfârșitul lunii martie până la începutul lunii mai, și durează în fiecare regiune cam o săptămână-două. Sakurazensen (lit. "frontul sakura", prezicerea perioadei ideale pentru hanami) este anunțată în fiecare an de către Institutul Meteorologic japonez, și este urmărită cu atenție de către cei care planifică picnicuri hanami. Picnicurile pot avea loc atât în timpul zilei cât și în timpul serii, caz în care se numesc yozakura. În unele parcuri sunt atârnate temporar lanterne de hârtie pentru yozakura.

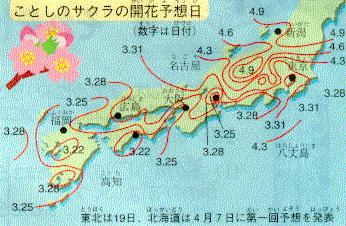
Imagine de la televizor care arată sakurazensen

## Istoria
Se pare că obiceiul a început în perioada Nara (710-794), la început fiind florile de ume care erau mai populare, dar începând cu perioada Heian (794-1185) sakura a devenit obiectul principal al hanami-ului. În literatură, termenul hanami în sensul de privire a florilor de sakura a fost folosit pentru prima dată în cap. 8 al romanului Genji Monogatari (Povestirea lui Genji). În acea perioadă, obiceiul era urmat doar de către curtea imperială, dar începând cu perioada Edo (1600-1867) și cetățenii de rând au început să urmeze obiceiul.

## Galerie

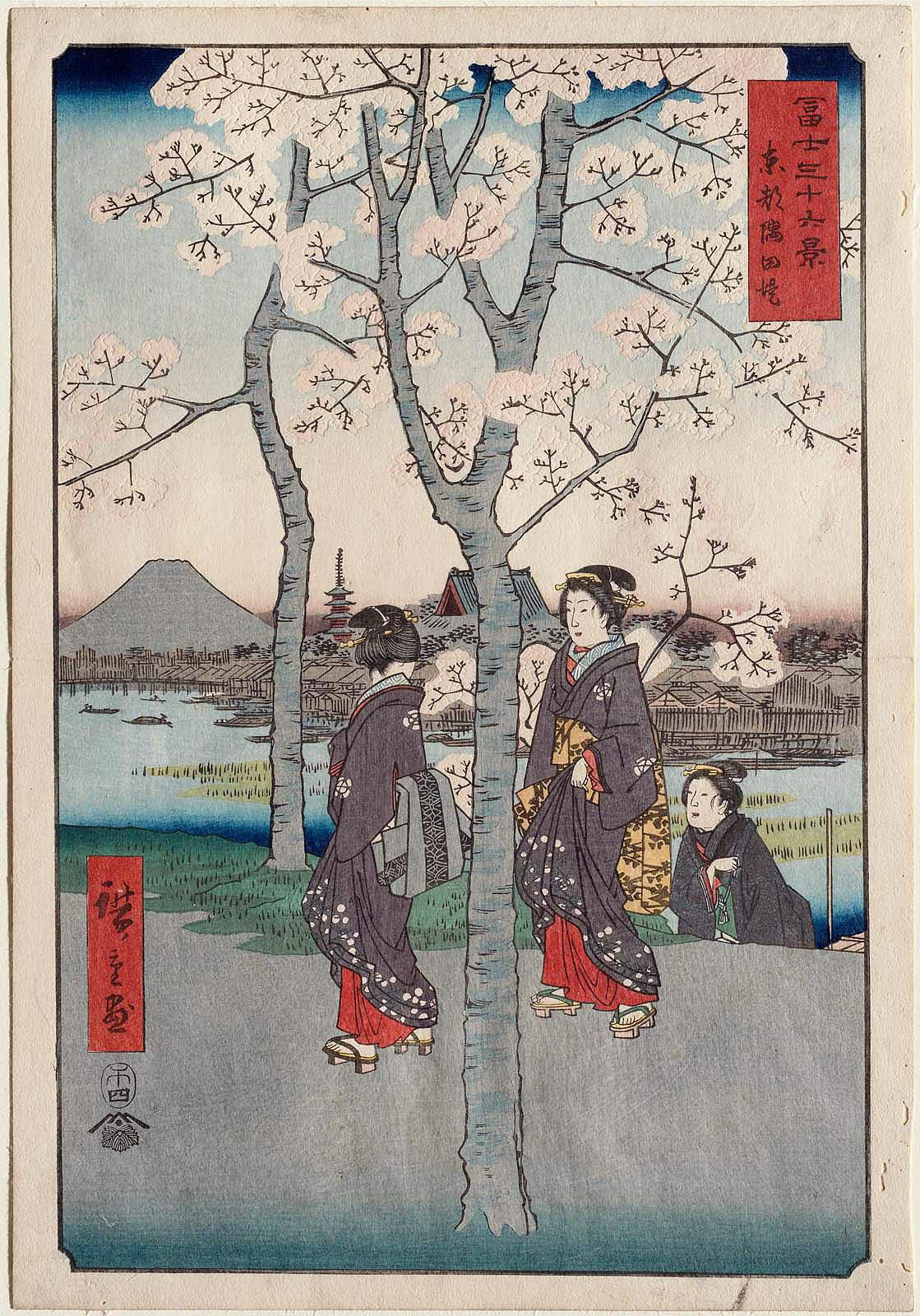
Stampă ukiyo-e a unui picnic hanami de către Hiroshige, 1832.
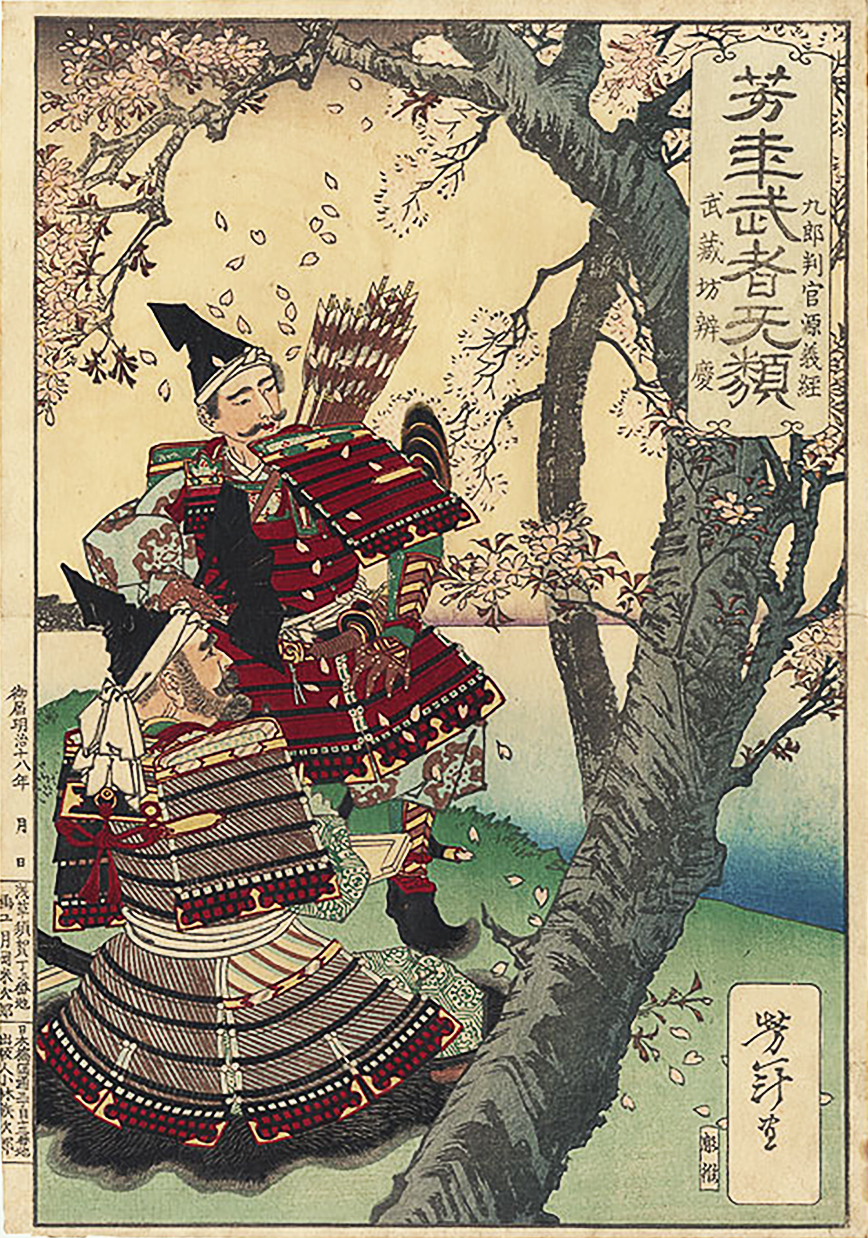
"Yoshitsune şi Benkei privind florile de cireş", a lui Yoshitoshi Tsukioka, 1885
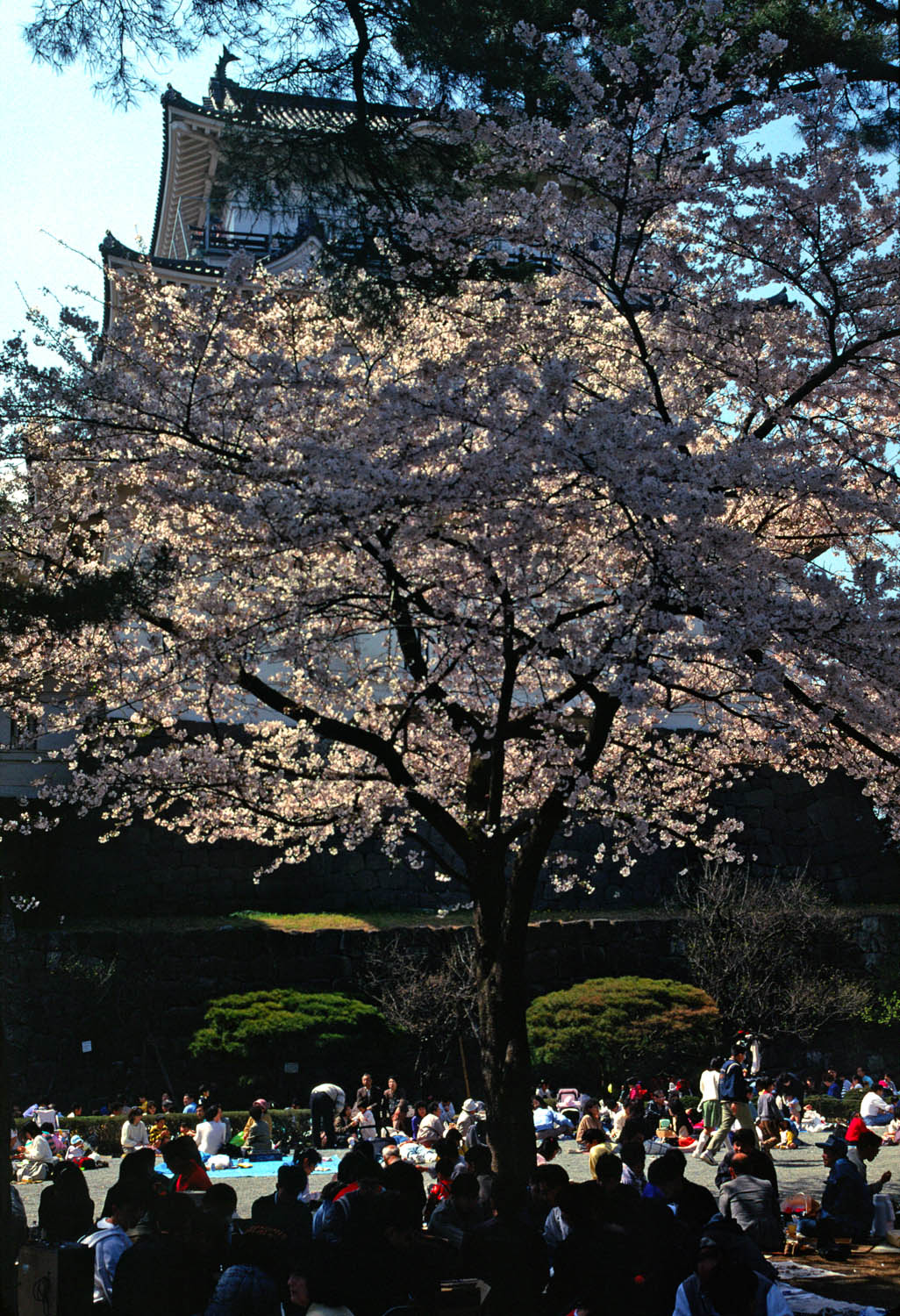
Picnic hanami lângă Castelul Odawara.
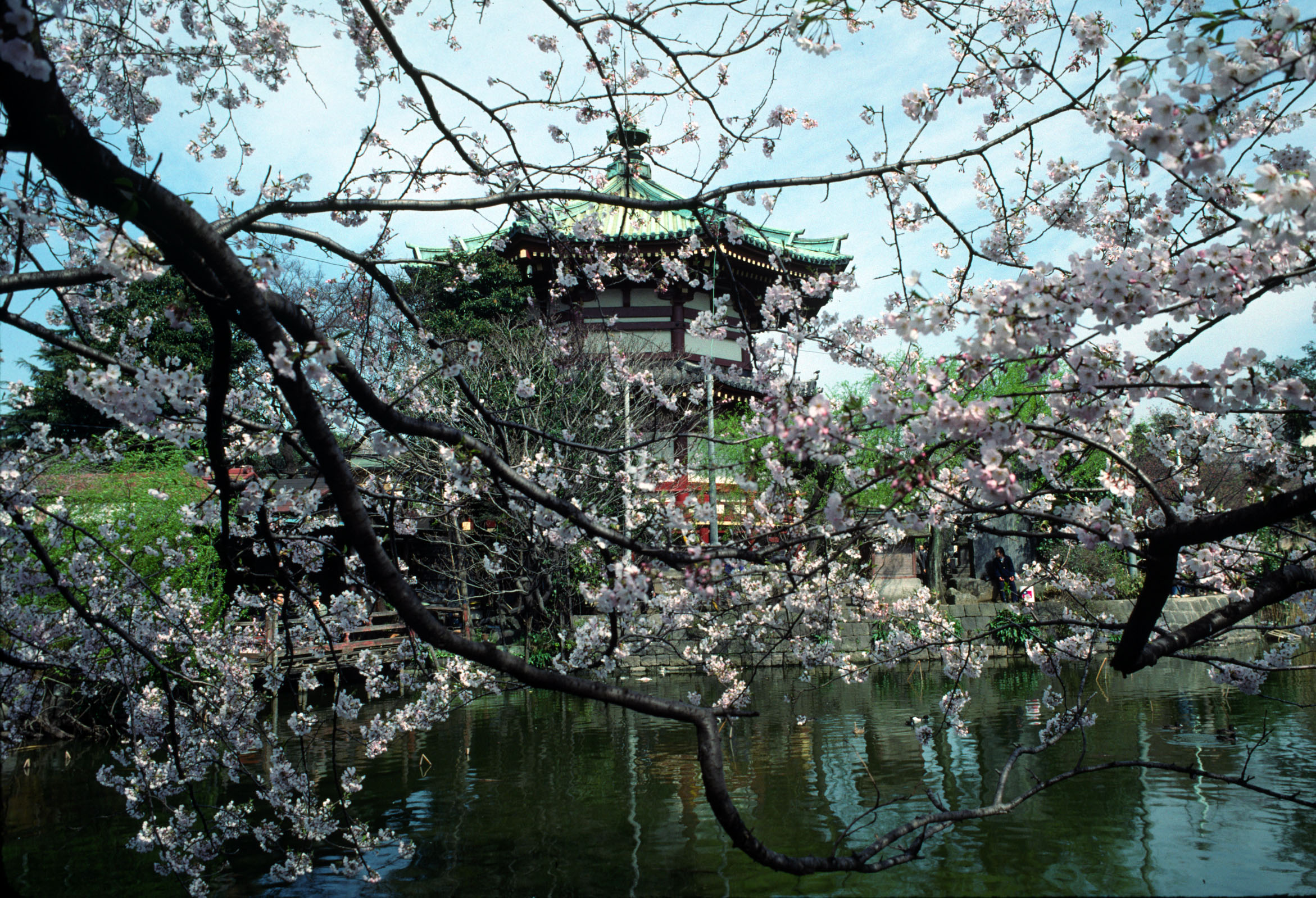
Sakura în Parcul Ueno, Tokio.
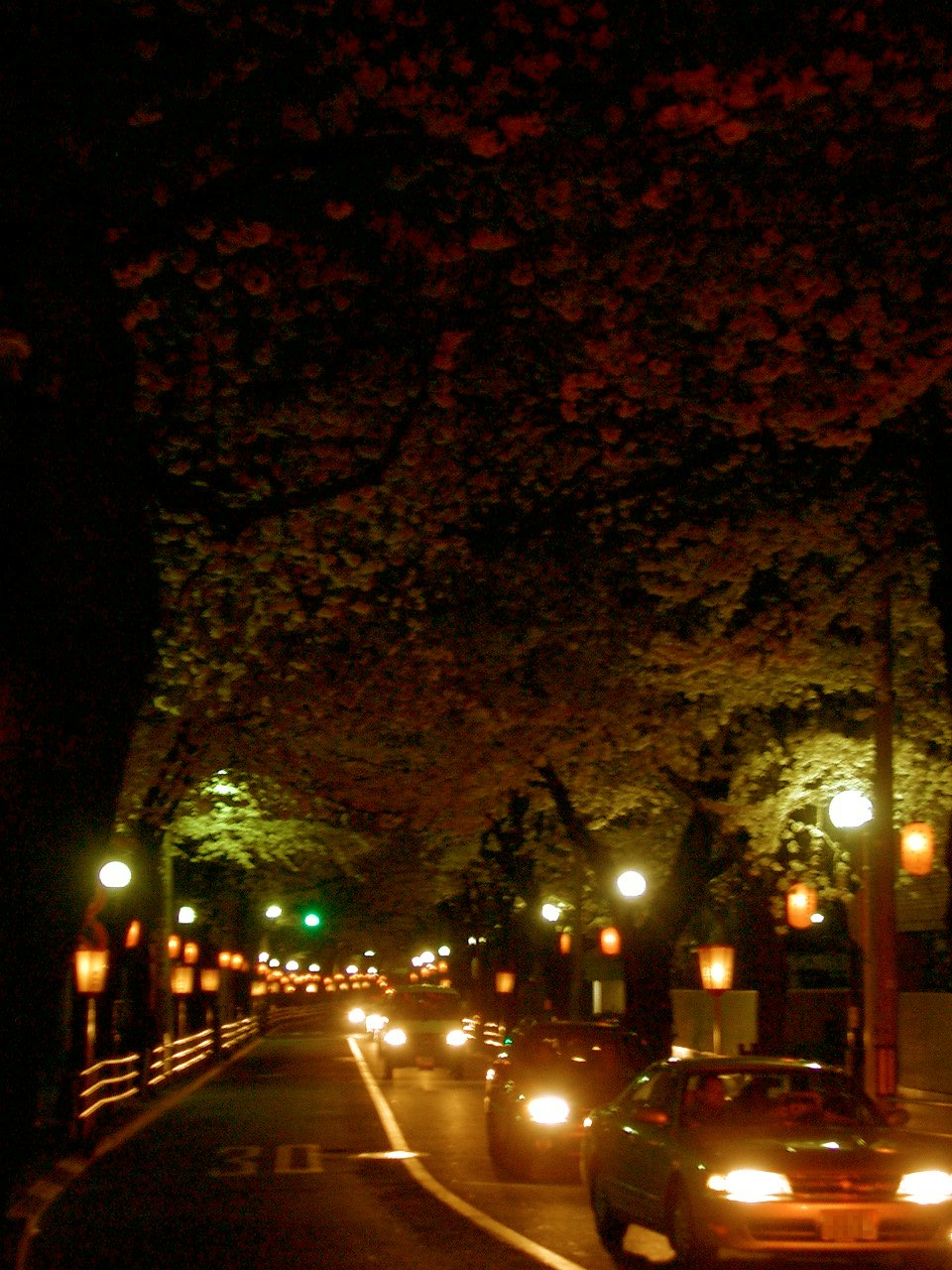
Pomi sakura cu lanterne la Tokio.
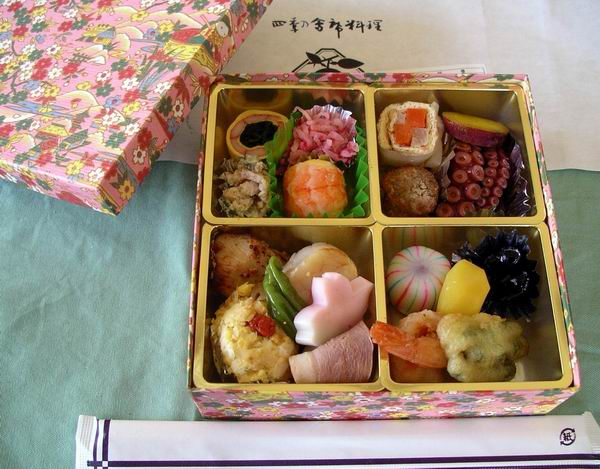
Bentō (mâncare în cutie) pentru hanami.
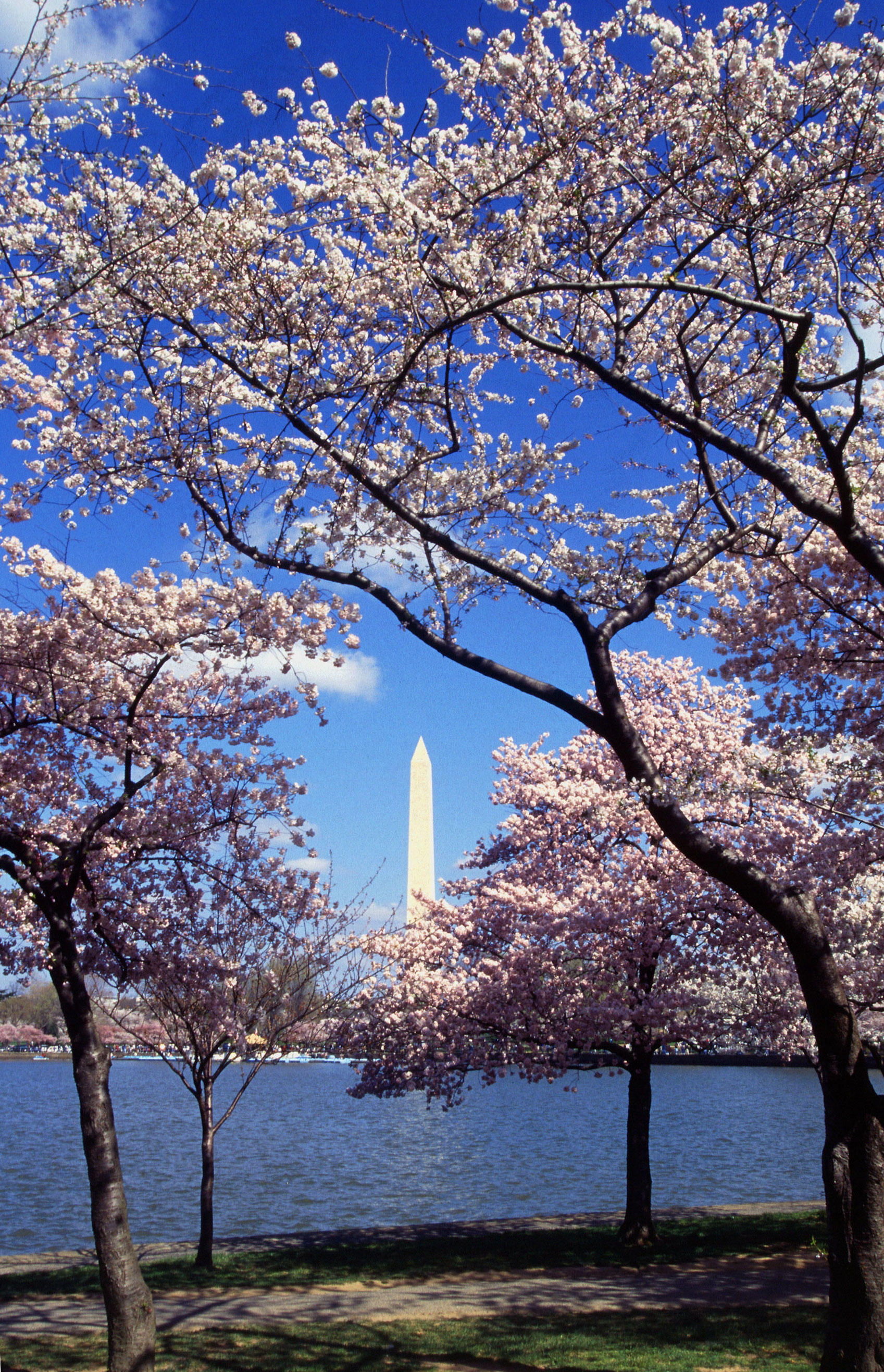
Sakura la Washington, D.C.
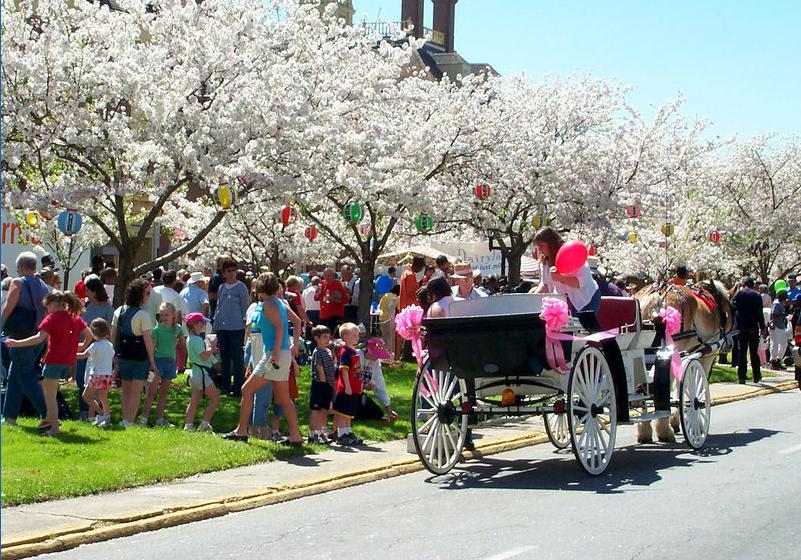
Festival internaţional sakura la Macon, Georgia, SUA.
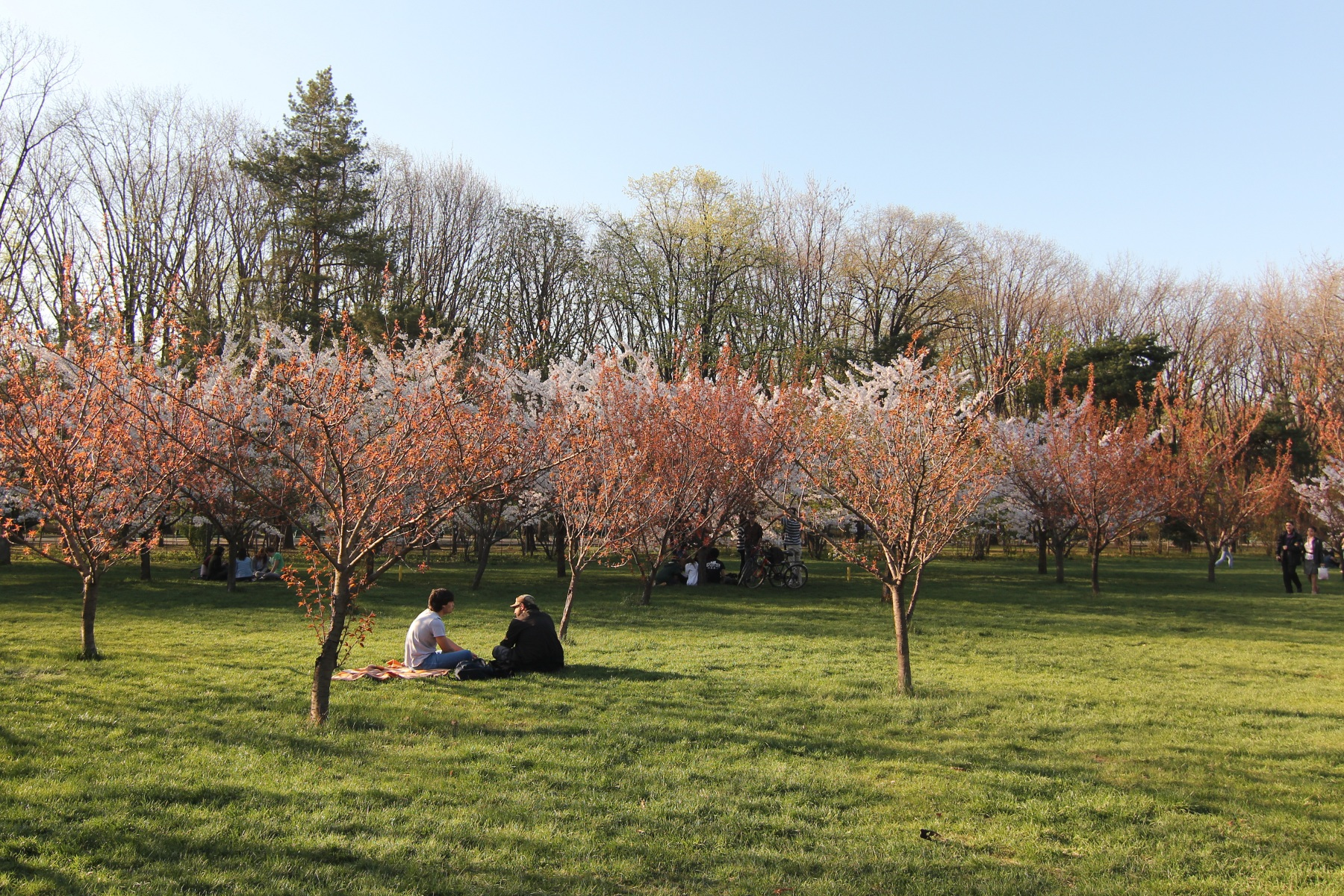
Cireși în Grădina Japoneză din Parcul Herăstrău din București.
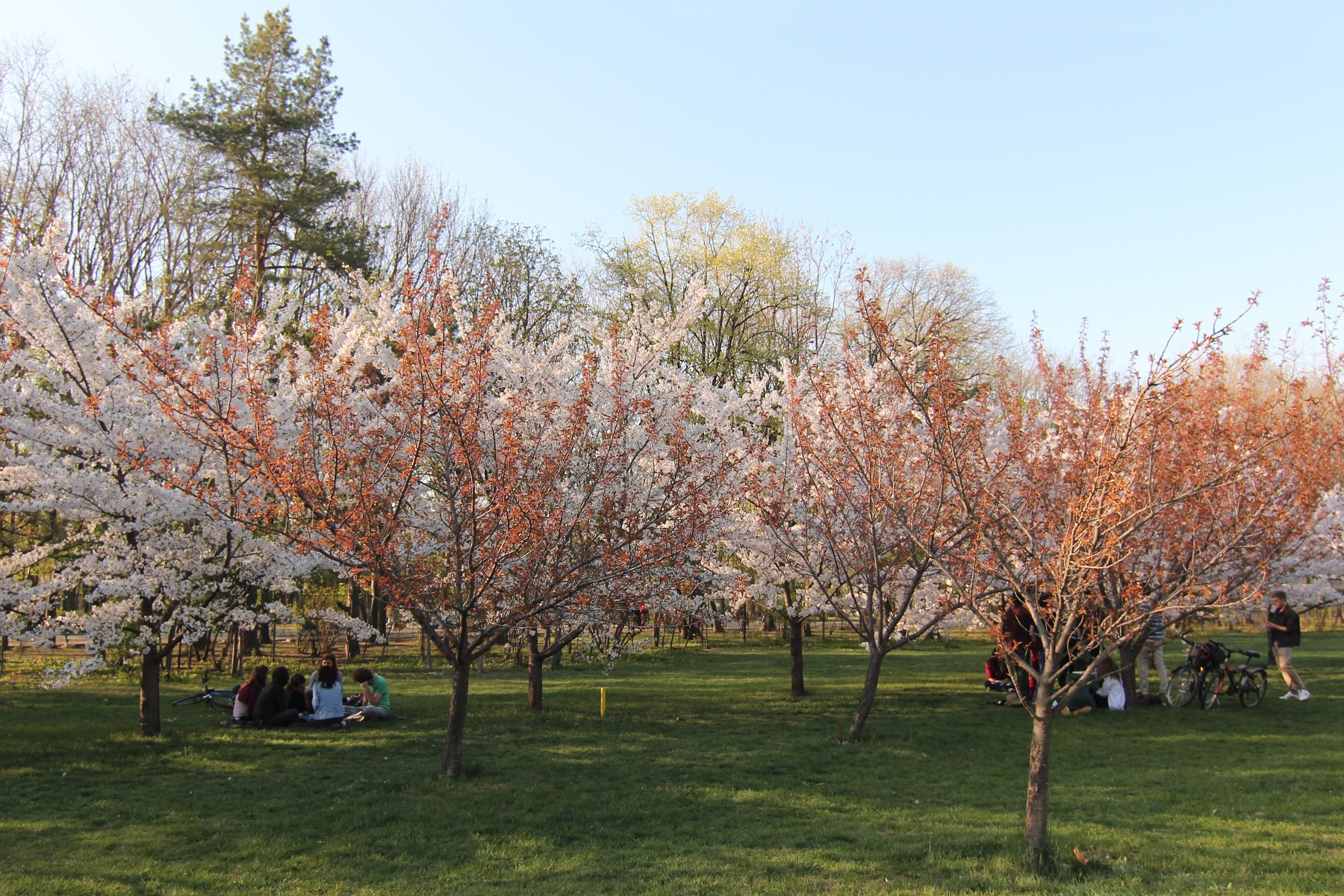
Cireși în Grădina Japoneză din Parcul Herăstrău din București.